# Erasmus Mayr
Erasmus Julius Maximilian Joseph Mayr (* 1979 in München) ist ein deutscher Philosoph und Hochschullehrer. Seit 2015 ist er  Professor für Praktische Philosophie an der Friedrich-Alexander-Universität Erlangen-Nürnberg.

## Leben
Nach dem Studium der Philosophie, Logik und Wissenschaftstheorie (M.Phil.) (1999–2003) und der Rechtswissenschaften (2000–2005) an der LMU München absolvierte Mayr das juristische Referendariat am Landgericht München I (2007–2009). Er war wissenschaftlicher Mitarbeiter an der LMU München (2006–2011; zunächst in einem DFG-Forschungsprojekt zum Paternalismus, danach am Institut für Philosophie, Lehrstuhl I). Nach der Habilitation in der Philosophie an der LMU München 2015 ist er seit 2015 Professor für Praktische Philosophie an der Friedrich-Alexander-Universität Erlangen-Nürnberg. 2021 erhielt er den Deutschen Preis für Philosophie und Sozialethik mit der Begründung „Mayrs Arbeiten zeichneten sich durch eine seltene Kombination von Präzision, Umsicht und Originalität aus“.
Seine Arbeitsschwerpunkte sind systematisch: Handlungstheorie; Grundlagenfragen der Ethik und Metaethik; Politische Philosophie und Rechtsphilosophie und historisch: Kant; Wittgenstein.

## Schriften (Auswahl)
- Understanding human agency. Oxford 2011, ISBN 978-0-19-960621-4.
- mit Anna Marmodoro: Breve introduzione alla metafisica. Rom 2017, ISBN 88-430-8810-6.